# Téniase
La téniase, la tæniase ou le tæniasis est une maladie causée par la présence d'un cestode parasite adulte dans le tube digestif. Elle touche les vertébrés, dont l'humain. C'est une helminthiase listée par l'Organisation mondiale de la santé comme une des 20 maladies tropicales négligées.
La cysticercose est la maladie provoquée par la présence de larves de Taenia solium dans les tissus.

## Parasite
Plusieurs espèces peuvent parasiter l'humain et y provoquer une téniase. Les principales espèces sont :
- Taenia saginata, ou ténia du bœuf ;
- Taenia solium, ou ténia du porc ;
- Hymenolepis nana ;
- Hymenolepis diminuta ;
- Dipylidium caninum, responsable de la dipylidiose ;
- Dibothriocephalus latus, responsable de la bothriocéphalose.

Des cas plus rares de téniase humaine provoquée par Taenia multiceps, responsable de la cœnurose ou par des Diphyllobothrium responsables de la sparganose existent.

## Cycle du parasite
Les œufs contiennent déjà un embryon hexacanthe. Lorsqu'ils sont ingérés par un hôte intermédiaire, les embryons sont libérés et traversent la paroi intestinale. Ils deviennent des cysticerques et se fixent dans les muscles. L'hôte intermédiaire est donc atteint de cysticercose.
Lorsqu'un hôte définitif mange la viande insuffisamment cuite de l'hôte intermédiaire, le scolex du cestode se fixe à la paroi intestinale. Il se nourrit de la nourriture de son hôte. Il devient alors adulte. Il libère des anneaux remplis d'œufs dans l'intestin de son hôte. Ces anneaux sont ensuite évacués par les selles et peuvent contaminer l'environnement.

## Symptômes
Chez l'humain, la téniase provoque des douleurs abdominales, la nausée, la diarrhée ou la constipation. Ces symptômes apparaissent 8 semaines après l'ingestion de la viande infestée.

## Traitement
L'Organisation mondiale de la santé (OMS) recommande d'abord le niclosamide. Le praziquantel et l'albendazole sont aussi des médicaments qu'elle recommande, mais qui nécessitent de surveiller les potentiels effets secondaires.
Pour les enfants de moins de 6 ans vivant dans des zones co-endémiques avec les géohelminthiases, l'OMS recommande que la praziquantel et l'albendazole soient pris en même temps pour bénéficier de la synergie entre les deux traitements.
Ces traitements contre la téniase sont utilisés de façon préventive chez les populations à risque.

## Prévention
La vermifugation et la vaccination des animaux destinés à la nourriture, en particulier des porcs, est une mesure efficace pour prévenir de la téniase humaine. L'inspection de la viande et des animaux d'élevages permet d'éviter l'infestation des humains.
L'hygiène permet de contrôler les téniases. Par exemple, le lavage des mains avant la manipulation de la nourriture, la cuisson suffisante de la viande ou encore l'amélioration de l'accès aux toilettes avec un traitement des eaux usées sont des mesures efficaces contre les téniases.

## Épidémiologie
De 65 000 à environ 100 000 cas humains se déclareraient chaque année, au vu du seul indicateur disponible qui est la vente de niclosamide.
Selon une note adressée aux préfets en décembre 2012 par la Direction générale de l’alimentation (DGAL), moins de 0,3 % de la population française est victime du ver solitaire.